# Coleophora intermedia
Coleophora intermedia é uma espécie de mariposa do gênero Coleophora pertencente à família Coleophoridae.